# Gonaxia elegans
Gonaxia elegans är en nässeldjursart som beskrevs av Vervoort 1993. Gonaxia elegans ingår i släktet Gonaxia och familjen Sertulariidae. Inga underarter finns listade i Catalogue of Life.